# François Furet
François Furet (ur. 27 marca 1927 w Paryżu, zm. 12 lipca 1997 w Tuluzie) – francuski historyk, badacz zagadnień rewolucji francuskiej.

## Życiorys
W latach 1950–1954 studiował na Uniwersytecie Paryskim. Był wykładowcą na École des hautes études en sciences sociales oraz prezydentem tejże uczelni w latach 1977–1985. W 1985 r. został profesorem University of Chicago, był również założycielem Instytutu Raymonda Arona w Paryżu. 20 marca 1997 r. został wybrany do Akademii Francuskiej (fotel 1), lecz z powodu śmierci nie objął fotelu. Otrzymał wiele nagród (m.in. Grand prix Gobert w 1995 r.).
Kawaler Legii Honorowej.

## Wybrane publikacje w języku polskim
- Prawdziwy koniec Rewolucji Francuskiej, przeł. Barbara Janicka, Kraków - Warszawa: „Znak” – Fundacja im. Stefana Batorego, 1994
- Przeszłość pewnego złudzenia, z fr. przeł. Joanna Górnicka-Kalinowska, Maryna Ochab, Oficyna Wydawnicza Volumen, Warszawa, 1996
- Człowiek romantyzmu, pod red. François Fureta, z wł. przeł. Justyna Łukaszewicz, Joanna Ugniewska, Warszawa: „Świat Książki”, 2001
- (wstęp) Alexis de Tocqueville, Dawny ustrój i rewolucja, przeł. Hanna Szumańska-Grossowa; wstęp François Furet, Warszawa: Fundacja Aletheia, 2009